# Tàu ngầm lớp I-13
Tàu ngầm lớp I-13 hay tàu ngầm Kiểu AM là loại tàu ngầm sân bay của Hải quân Hoàng gia Nhật Bản với khoang chứa được hai thủy phi cơ. Loại tàu ngầm lớn này được phát triển từ tàu ngầm lớp I-12 vốn là loại tàu ngầm chỉ huy cho các nhóm tàu ngầm nhưng thiết kế của nó thay đổi chút ít để mang thêm một thủy phi cơ nữa. Bảy chiếc đã được lên kế hoạch đóng nhưng chỉ có hai chiếc là I-13 và I-14 được hoàn tất trong khi việc đóng hai chiếc khác bị bỏ dỡ năm 1945. Loại thủy phi cơ mà loại tàu ngầm này mang theo là Aichi M6A1 có thể mang 800 kg bom.
Tầm hoạt động cũng như vận tốc của loại tàu ngầm này rất ấn tượng khi đó (21.000 hải lý với 16 knot). Nhưng khi lặn dưới nước loại tàu ngầm này rất dễ bị phát hiện và khiến nó trở thành mục tiêu dễ tấn công. Chiếc I-13 đã bị đánh chìm ở phía Đông cách Yokosuka 550 hải lý bởi khu trục hạm USS Lawrence C. Taylor và các máy bay từ chiếc USS Anzio. Chiếc I-14 thì đầu hàng khi chiến tranh kết thúc và bị đánh đắm ngoài khơi Oahu năm 1946. Tàu ngầm của Phòng thí nghiệm nghiên cứu đáy biển Hawaii đã tìm thấy chiếc I-14 tại độ sâu 790 m năm 2009.